# Semicarbazona

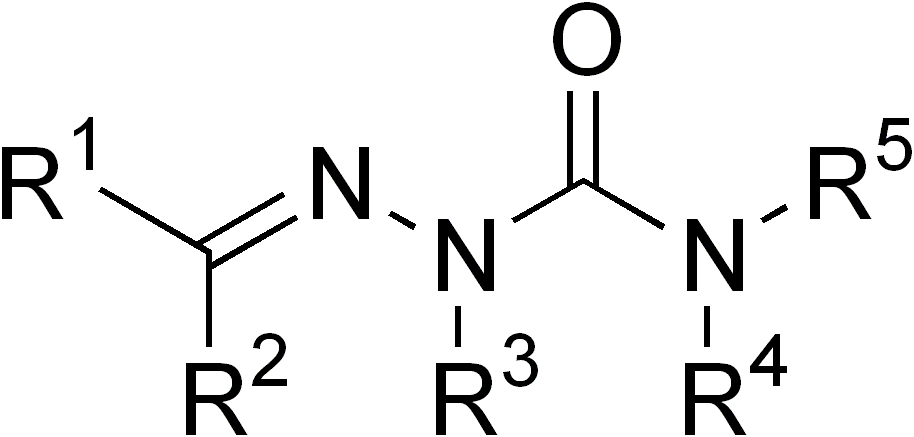
Estructura química general de una semicarbazona.

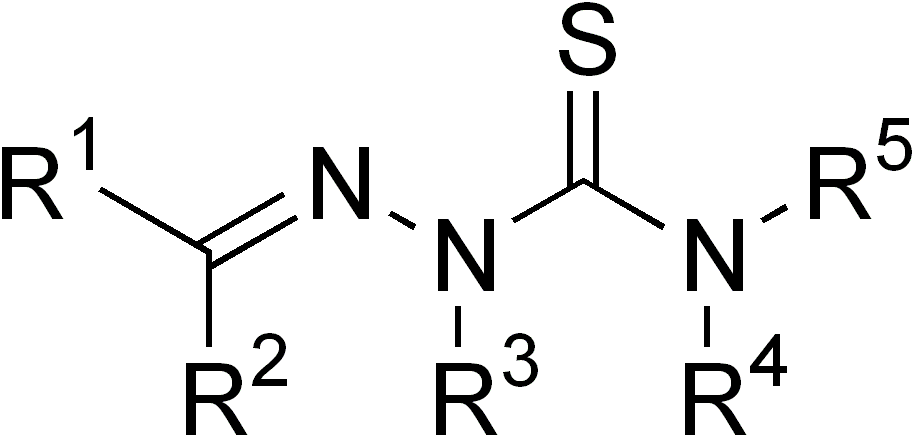
Estructura química general de una tiosemicarbazona.

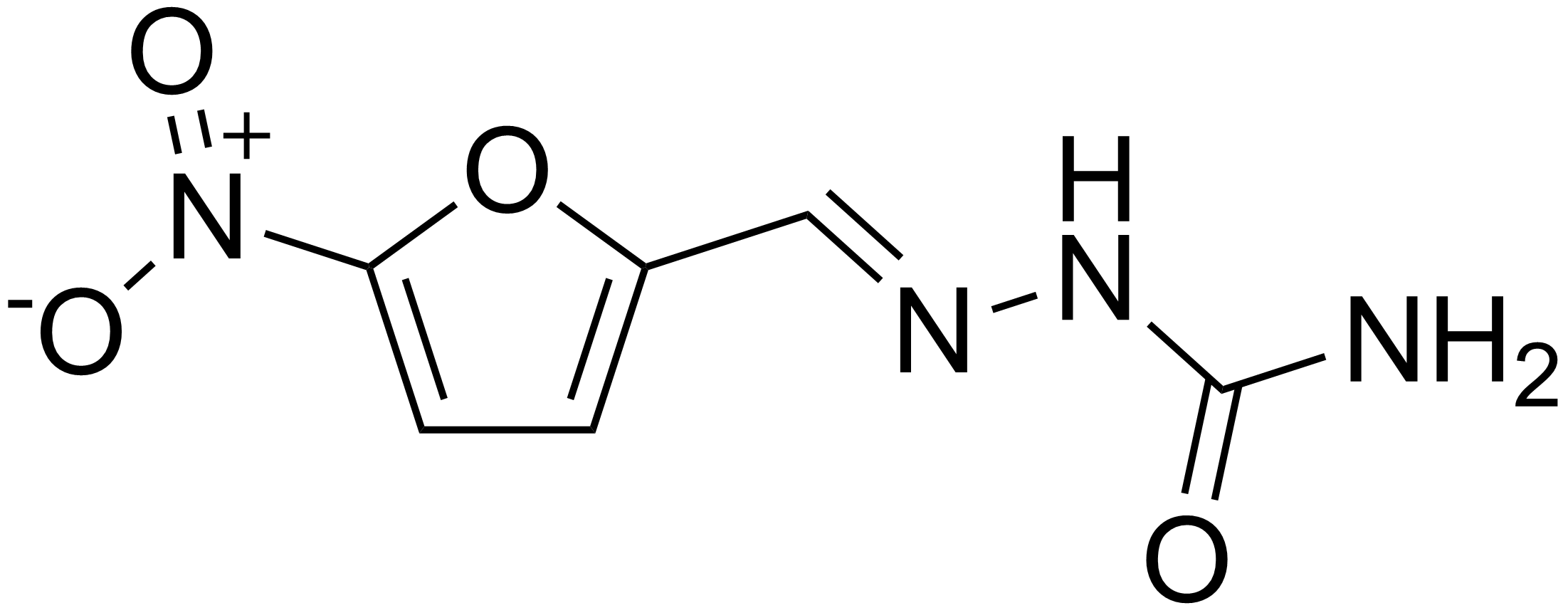
La nitrofurazona es un antibiótico semicarbazona.

En química orgánica, una semicarbazona es un derivado de un aldehído o cetona, formado por una reacción de condensación entre una cetona o aldehído y semicarbazida.
Para las cetonas: 
H2NNHC(=O)NH2 + RC(=O)R → R2C=NNHC(=O)NH2
Para los aldehídos: 
H2NNHC(=O)NH2 + RCHO → RCH=NNHC(=O)NH2
Por ejemplo, la semicarbazona de la acetona tendría la estructura (CH3)2C=NNHC(=O)NH2. 
Una tiosemicarbazona es un análogo de una semicarbazona, que contiene un átomo de azufre en vez del átomo de oxígeno.
Algunas semicarbazonas, como la nitrofurazona, y las tiosemicarbazonas, son conocidas por tener actividad antiviral y anticancerígena, usualmente mediada a través de atrapar al cobre o hierro en las células. Muchas semicarbazonas son sólidos cristalinos, útiles para la identificación de los aldehídos o cetonas que le dieron origen, por análisis del punto de fusión.